# John Edward Carew
John Edward Carew (1785 på Irland – 1. december 1868) var en engelsk billedhugger.
Carew, der var elev af den ældre Westmacott, har særlig vundet sig et navn ved marmorstatuen Arethusa (1840), Falkejægeren og mindesmærket over skuespilleren Kean som Hamlet (betragtende Yoricks hovedskal) i Westminster Abbedi. En del af hans værker findes på grev Egremonts slot Petworth, idet han var sysselsat med bestillinger fra denne rige velynder i lang tid, 1823—37.